# Thunnus alalunga
Thunnus alalunga là một loài cá trong họ Cá thu ngừ. Loài cá này được tìm thấy ở vùng biển mở của tất cả các đại dương nhiệt đới và ôn đới, và Biển Địa Trung Hải. Đây là một loại thủy sản quan trọng. 